# Elezioni amministrative in Italia del 1974
Le elezioni amministrative in Italia del 1974 si tennero il 17 e 18 novembre per il rinnovo di 406 consigli comunali e del consiglio provinciale di Avellino.

## Elezioni comunali

### Bolzano
| Liste                                                  | Voti   | %      | Seggi |
| ------------------------------------------------------ | ------ | ------ | ----- |
| Democrazia Cristiana (DC)                              | 15.042 | 23,97  | 12    |
| Südtiroler Volkspartei (SVP)                           | 14.779 | 20,58  | 10    |
| Partito Comunista Italiano (PCI)                       | 10.582 | 16,86  | 8     |
| Partito Socialista Italiano (PSI)                      | 8.972  | 14,09  | 7     |
| Movimento Sociale Italiano - Destra Nazionale (MSI-DN) | 4.278  | 6,82   | 3     |
| Partito Socialista Democratico Italiano (PSDI)         | 3.100  | 4,94   | 3     |
| Partito Repubblicano Italiano (PRI)                    | 2.220  | 3,54   | 2     |
| Partito di Unità Proletaria per il Comunismo (PDUP)    | 1.643  | 2,58   | 1     |
| Partito Liberale Italiano (PLI)                        | 1.459  | 2,33   | 1     |
| Altri                                                  | 3.723  | 5,84   | 3     |
| Totale                                                 | 63.759 | 100,00 | 50    |

### Trento
| Liste                                                  | Voti   | %      | Seggi |
| ------------------------------------------------------ | ------ | ------ | ----- |
| Democrazia Cristiana (DC)                              | 24.951 | 43,3   | 22    |
| Partito Socialista Italiano (PSI)                      | 8.799  | 15,3   | 7     |
| Partito Comunista Italiano (PCI)                       | 7.930  | 13,7   | 7     |
| Partito Popolare Trentino Tirolese (PPTT)              | 4.836  | 8,4    | 4     |
| Partito Socialista Democratico Italiano (PSDI)         | 3.051  | 5,3    | 3     |
| Partito Repubblicano Italiano (PRI)                    | 2.723  | 4,7    | 2     |
| Movimento Sociale Italiano - Destra Nazionale (MSI-DN) | 2.045  | 3,5    | 2     |
| Partito Liberale Italiano (PLI)                        | 2.010  | 3,5    | 2     |
| Partito di Unità Proletaria per il Comunismo (PDUP)    | 1.123  | 1,9    | 1     |
| Partito Comunista (Marxista-Leninista) Italiano        | 216    | 0,4    | -     |
| Totale                                                 |        | 100,00 | 50    |

### Frosinone
| Liste                                                  | Voti   | %      | Seggi |
| ------------------------------------------------------ | ------ | ------ | ----- |
| Democrazia Cristiana (DC)                              | 11.023 | 44,98  | 19    |
| Partito Comunista Italiano (PCI)                       | 3.518  | 14,4   | 6     |
| Partito Socialista Democratico Italiano (PSDI)         | 2.936  | 12,0   | 5     |
| Partito Socialista Italiano (PSI)                      | 2.829  | 11,5   | 4     |
| Movimento Sociale Italiano - Destra Nazionale (MSI-DN) | 2.367  | 9,7    | 4     |
| Partito Liberale Italiano (PLI)                        | 822    | 3,3    | 1     |
| Partito Repubblicano Italiano (PRI)                    | 997    | 4,1    | 1     |
| Totale                                                 |        | 100,00 | 40    |

### Isernia
| Liste                                                  | Voti | %      | Seggi |
| ------------------------------------------------------ | ---- | ------ | ----- |
| Democrazia Cristiana (DC)                              | 4381 | 50,4   | 21    |
| Partito Comunista Italiano (PCI)                       | 1520 | 17,75  | 7     |
| Partito Socialista Italiano (PSI)                      | 1142 | 13,1   | 5     |
| Movimento Sociale Italiano - Destra Nazionale (MSI-DN) | 622  | 7,1    | 3     |
| Partito Socialista Democratico Italiano (PSDI)         | 546  | 6,2    | 2     |
| Partito Repubblicano Italiano (PRI)                    | 249  | 2,8    | 1     |
| Partito Liberale Italiano (PLI)                        | 221  | 2,5    | 1     |
| Totale                                                 |      | 100,00 | 40    |

### Matera
| Liste                                                  | Voti  | %      | Seggi |
| ------------------------------------------------------ | ----- | ------ | ----- |
| Democrazia Cristiana (DC)                              | 9.380 | 36,5   | 15    |
| Partito Comunista Italiano (PCI)                       | 6.321 | 24,6   | 10    |
| Movimento Sociale Italiano - Destra Nazionale (MSI-DN) | 2.994 | 11,6   | 1     |
| Partito Socialista Italiano (PSI)                      | 2.809 | 10,9   | 5     |
| Partito Socialista Democratico Italiano (PSDI)         | 2.417 | 9,4    | 4     |
| Partito Repubblicano Italiano (PRI)                    | 941   | 3,7    | 4     |
| Partito Liberale Italiano (PLI)                        | 659   | 2,6    | 1     |
| Altri                                                  | 175   | 0,7    | -     |
| Totale                                                 |       | 100,00 | 40    |

## Elezioni provinciali

### Provincia di Avellino
| Liste                                                  | Voti    | %      | Seggi |
| ------------------------------------------------------ | ------- | ------ | ----- |
| Democrazia Cristiana (DC)                              | 72.089  | 34,2   | 11    |
| Partito Comunista Italiano (PCI)                       | 44.753  | 21,2   | 7     |
| Partito Socialista Italiano (PSI)                      | 33.043  | 15,7   | 5     |
| Partito Socialista Democratico Italiano (PSDI)         | 27.381  | 13,0   | 4     |
| Movimento Sociale Italiano - Destra Nazionale (MSI-DN) | 24.341  | 11,6   | 3     |
| Partito Liberale Italiano (PLI)                        | 5.210   | 2,5    | -     |
| Partito Repubblicano Italiano (PRI)                    | 3.859   | 1,8    | -     |
| Totale                                                 | 210.676 | 100,00 | 30    |